# Ван дер Кюст, Джевенсио
Джевенсио ван дер Кюст (нидерл. Djevencio van der Kust; род. 30 апреля 2001, Нидерланды) — нидерландский и суринамский футболист, защитник клуба «Хераклес» и сборной Суринама.

## Клубная карьера
Ван дер Кюст — воспитанник клубов «Зебюргия» и «Утрехт». 10 января 2020 года в поединке против «Де Графсхап» он дебютировал в Эрстедивизи за дублирующий состав последних. 15 августа 2021 года в матче против роттердамской «Спарты» он дебютировал в Эредивизи.
9 февраля 2023 года ван дер Кюст отправился в аренду в клуб MLS «Хьюстон Динамо» до лета с опцией выкупа. За «Хьюстон Динамо» он дебютировал 10 мая в матче 1/16 финала Открытого кубка США 2023 против «Спортинга Канзас-Сити», выйдя на замену во втором тайме вместо Брэда Смита.
10 августа 2023 года перешёл в роттердамскую «Спарту», подписав с клубом трёхлетний контракт.
3 февраля 2025 года перешёл на правах аренды в бельгийский «Беерсхот» до конца сезона.
18 июля 2025 года стал игроком «Хераклеса», подписав трёхлетний контракт до середины 2028 года с возможностью продления ещё на год. 10 августа дебютировал в гостевом матче Эредивизи против «Утрехта» (4:0), выйдя в стартовом составе.